# Monique Apple
Pour les articles homonymes, voir Apple (homonymie).
Monique Apple, est une artiste-peintre et écrivain française née le 28 août 1937 à Paris et morte le 2 janvier 1998 à Neuilly sur Seine.

## Biographie
À 22 ans, Monique Apple publie, sous l'initiative de Henri Michaux, des extraits de son premier livre En deçà, au-delà dans la revue Lettres Nouvelles. Michaux  séduit par  qui mal y soit, envoie en 1960 le texte à Pierre Bettencourt, qui deviendra plus tard son mari, après leurs retours respectifs de voyages. Deux ans plus tard, les textes sont publiés en version intégrale chez Denoël, puis sont repris la même année dans la Nouvelle Revue française. Le titre sera republié en 1994 dans une version remaniée aux éditions Lettre vives, sous le titre Le ciel ou l'enfer, qu'importe!
Cultivant tout comme son mari la discrétion vis-à-vis des journalistes et fuyant les mondanités elle partage avec lui les rencontres des amis artistes fréquentant le couple : Paulhan, Dubuffet, Michaux, Artaud, Ponge, Hans Bellmer et  pratique avec sa famille sa passion de l'art
La revue Regards a consacré son numéro 25 à la publication d'une partie de son œuvre, dont des travaux inédits. Un autre de ses textes, L'Homme des Nahas, est paru en 1995 dans le premier numéro de la revue Courant d'Ombre, sous-titré Purgatoire et postérité, et traitant de la survie littéraire des écrivains. Le texte sera ensuite republié en 1997 aux éditions Ostinato.
Parallèlement à sa carrière de poète, peu médiatisée, elle se met à la peinture, dans la même discrétion. Il est difficile de connaître l'étendue de son œuvre, à l'exception de tableaux ayant donné lieu à une vente publique, et de ceux appartenant à la donation Cécile Reims et Fred Deux, exposés au musée Saint-Roch d'Issoudun. Ses tableaux, tout comme ceux de Pierre Bettencourt, relèvent de l'Art brut, et elle utilise comme lui des techniques mixtes :  collages à base de coquilles d'huitre, cailloux, papier maché..,
Monique Apple meurt à 60 ans, huit ans avant son mari.

## Œuvres
- Que mal y soit, Imprimerie Saint-Maurice d'Ételan, 1961.
- En deçà, au-delà, Denoël, 1962 et NRF, 1962.
- Qui livre son mystère meurt sans joie, Imprimerie Union pour le plaisir[9], 1963, puis Lettres Vives, 1985.
- Le ciel ou l'enfer, qu'importe !, éditions Lettres Vives, 1994.
- L'homme des Mahas, éditions Ostinato, 1997.
- Je passe comme l'éclair,dessins de Hélène Bettencourt, éditions de la Goulotte - Vézelay -  1997.
- Monique Apple (ill. Véronique Bettencourt), Les cinq ans d'Anatole, Deleatur, coll. « Petite bibliothèque de littérature portative », 1986 (ISBN 978-2868070128)
- Henri Michaux : Encres et gouaches : Monographie, Nantes : École régionale des beaux-arts, 1993

## Œuvres picturales
- La Vierge à l'enfant, 1970
- Composition, 1970
- La Sorcière